# Pseudotomodon trigonatus
Pseudotomodon trigonatus là một loài rắn trong họ Rắn nước. Loài này được Leybold mô tả khoa học đầu tiên năm 1873.